# Рискулбеков Кайрат Ногайбайули
Рискулбе́ков Кайра́т Ногайба́йович (каз. Қайрат Ноғайбайұлы Рысқұлбеков, 13 березня 1966, аул Бірлік, Мойинкумський район, Джамбульска область, Казахська РСР, СРСР — 21 травня 1988, Семипалатинськ, Казахська РСР, СРСР) — активний учасник грудневого повстання «Желтоксан», яке відбулося в казахській Алма-Аті у 1986 році. За участь в антирадянському виступі молоді Кайрата Рискулбекова засудили до вищої міри покарання в СРСР — смертної кари, яку згодом замінили двадцятьма роками позбавлення волі. Загинув у Семипалатинській в'язниці по дорозі до місця відбування покарання за нез'ясованих до кінця обставин. У 1992 був посмертно повністю реабілітований. У 1996 указом президента Казахстану Рискулбекову посмертно присвоєне звання «Халик Кахармани» — «Народний Герой».

## Біографія

### Дитинство і юність
Кайрат був шостою дитиною у великій родині Ногайбая і Даметкен Рискулбекових, які жили і працювали в радгоспі «Коктерек» у Мойинкумському районі Джамбульської області.
Навчався в школі-інтернаті в селі Новотроїцькому (зараз Толе-бі Шуського району Жамбильської області). В школі брав активну участь у громадському житті, випускав стінгазету, невдовзі став секретарем комсомольської організації. За спогадами його молодшого брата:
|  | Ми вчились у школі-інтернаті для дітей скотарів Чуського і Мойинкумского районів. Він добре вчився і був активістом. Вступивши у сьомому класі до комсомолу, він відразу був обраний секретарем комітету комсомольської організації нашої школи. Він дуже відповідально ставився до своїх обов'язків. Це не заважало йому бути спортсменом, займатися боротьбою. Саме Кайрат привів мене вперше до секції боксу. Ще одна його риса — він любив чистоту. Якщо бачив на моїй сорочці брудний комір, вимагав тут же змінити сорочку або випрати її. Оригінальний текст (рос.) Мы учились в школе-интернате для детей животноводов Чуского и Мойынкумского районов. Он хорошо учился и был активистом. Вступив в седьмом классе в комсомол, он сразу был избран секретарём комитета комсомольской организации нашей школы. Он очень ответственно относился к своим обязанностям. Это не мешало ему быть спортсменом, заниматься борьбой. Именно Кайрат привёл меня в первый раз в секцию бокса. Ещё одна его черта — он любил чистоту. Если видел на моей рубашке грязный воротник, требовал тут же сменить рубашку или постирать её. |

У 1983 році Кайрат завершив середню школу. Після закінчення десятирічки він здав документи в Алма-Атинський архітектурно-будівельний інститут (ААБІ), проте з першого разу не поступив, і повернувся до рідного аулу, де певний час працював скотарем.
У 1984—1986 роках проходив строкову службу у військовій частині 33635 в Амурській області, закінчив службу у званні сержанта. У серпні 1986 року повернувся з армії додому. За словами його батька Ногайбая:
|  | У той рік Кайрат повернувся з армії. Ми не чекали на нього того дня. На наше здивування настільки несподіваним приїздом, прочитав вірші, але ніхто не надав їм значення. Аульські хлопці, за рідкісним винятком, на язик гострі… Тому я й не здогадувався, що син пише вірші. Оригінальний текст (рос.) В тот год Кайрат вернулся из армии. Мы не ждали его в тот день. На наше удивление столь неожиданным приездом, прочитал стихи, но никто не придал им значения. Аульские ребята, за редким исключением, на язык остры… Поэтому я и не догадывался, что сын пишет стихи. |

### В інституті, Желтоксан

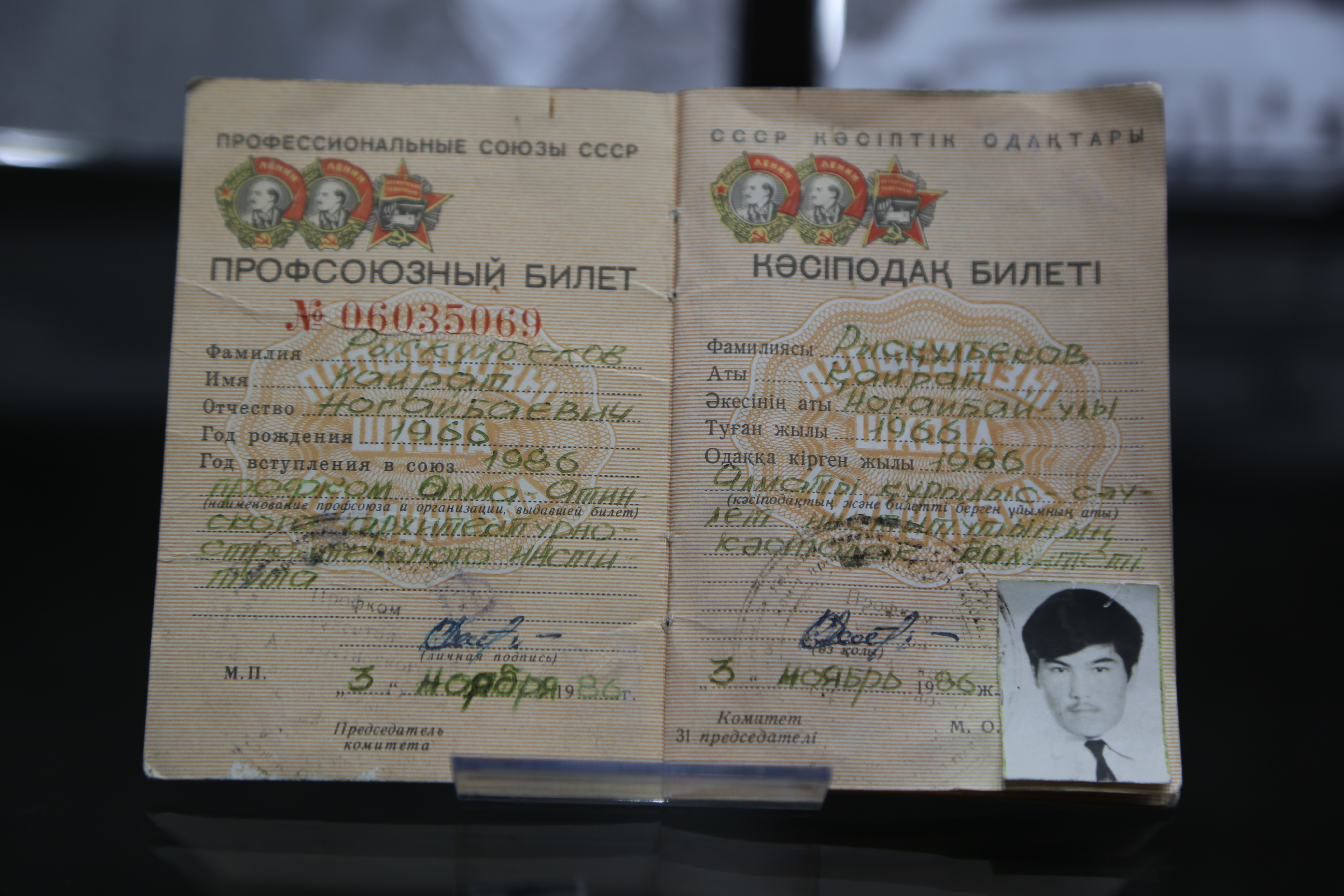
Профспілковий квиток Кайрата Рискулбекова, листопад 1986 року

Восени 1986 року він вступив до Алма-Атинського архітектурно-будівельного інституту. В тодішній столиці Казахської РСР жив у гуртожитку № 1 ААБІ в секції 17-а; за спогадами Ногайбая Рискулбекова, навчання давалося Кайрату важко. В інституті Кайрат став членом студентського профбюро, ревізором громадського харчування, командиром комсомольської дружини. Кожну суботу першокурсники влаштовували своєрідні вечорниці — пригощалися присланими з дому смаколиками, чаєм з електросамовара, грали на домбрі, слухали вірші, які писав Кайрат.
17 грудня 1986 року в Алма-Аті почалися масові виступи молоді, про які Кайрат і його однокурсники дізналися з радіо. Декан факультету та його заступники категорично заборонили студентам залишати інститут і приєднуватися до демонстрантів. Тим не менш, 18 грудня 1986 року Кайрат порушив цю заборону і разом з групою інших студентів з його гуртожитку пішов на мітинг. На побаченні з батьком під час слідства Кайрат говорив йому, що пішов на площу імені Брежнєва, «як і всі», без будь-якої мети. Після того як демонстрантів почали розганяти водометами, юрба кинулася до будинку Спілки письменників Казахстану. Втім, входи до будівлі виявились зачиненими. Тоді група студентів, серед яких був і Кайрат, побігла в бік Казахського педагогічного інституту. Приблизно в цей час Рискулбеков потрапив на фото- і відеокамери співробітників КДБ.

### Карна справа і судовий процес
1 січня 1987 року Рискулбекова затримали на підставі фотознімку, зробленого 18 грудня о 9:30 ранку на розі вулиці Фурманова і проспекту Абая. В день затримання він перебував у селі Коктерек в будинку дядька по матері. На одній із ним лаві підсудних опинилися також і Тугельбай Ташенов, Джамбилбек Тайжумаєв, Ертай Кобеспаєв, Кайиргельди Кузембаєв. За спогадами Кузембаєва, він познайомився з Кайратом тільки тоді, коли їх везли до Верховного суду Казахської РСР. Йому запам'яталися слова Кайрата про те, що його обманом змусили взяти на себе відповідальність за вбивство дружинника Савицького, — коли він сидів у камері з рецидивістами, вони переконали Кайрата, що якщо він візьме на себе убивство дружинника, то строк позбавлення волі буде менший, ніж за міліціонера. На питання, чому він взяв на себе убивство, якого не скоював, Кайрат відповів, що думав про спокій близьких і рідних, бо йому сказали, що інакше знищать його сім'ю.
Судовий процес розпочався 25 травня 1987 року. На першому засіданні були присутні представники телебачення, однак після першої перерви вони за чиєюсь вказівкою покинули судову залу. В числі інкримінованих Рискулбекову злочинів були нанесення тілесних ушкоджень сержанту міліції Алмабекову і вбивство народного дружинника, інженера радіотелецентру Савицького (Сергій Савицький помер 19 грудня о 4:30, у нього залишилося двоє дітей — восьми та трьох з половиною років). Перебіг судового процесу став відомий широкій громадськості завдяки Адильбеку Оразову, якого призначили громадським обвинувачем. Він вів стенограму засідань, незважаючи на те, що йому декілька разів робили зауваження з даного приводу.
29 травня. За поясненням Алмабекова, Рискулбеков вдарив його палицею і закричав: «Мент поганий, чого ти одягнувся в форму?». Рискулбеков не визнав цього і сказав, що коли він спускався проспектом Леніна, у нього не було в руках палиці.
1 червня. За показаннями свідка Магомеда Гарданова, 1961 року народження, курсанта радіотехнічного училища, він стояв в очепленні і бачив Кузембаєва і Рискулбекова. У той же день свідок Іоф Ісакович повідомив, що бачив натовп, який рухався у бік вулиці Сатпаєва, в якому йому особливо запам'ятався Рискулбеков з палицею в руках. Свідок Аскар Каюмов повідомив, що його привезли на площу (перехрестя вулиць Миру і Сатпаєва) для підтримання порядку. Він бачив, як юрба напала з палицями та камінням на автобус № 18. За його словами, Рискулбеков був попереду натовпу і весь час щось кричав. Крім Рискулбекова, він нікого не запам'ятав. Свідок Ігор Гамаюнов, робочий заводу важкого машинобудування, впізнав Рискулбекова за фото. За словами Гамаюнова, Рискулбеков був найбільш активним з усіх демонстрантів, бив по склу автобуса, побив дружинника.
2 червня. Свідок Наталія Дарюшина повідомила, що бачила побиття Савицького через вікно апаратної. За її словами, на її очах Рискулбеков вдарив Савицького три-чотири рази, а Ташенов і Кузембаєв розмахували палицями і нікого не підпускали; побиття, за її словами, тривало близько десяти хвилин.
3 червня. Свідок Василь Бєлоліпецький повідомив, що коли Рискулбеков та інші напали на 18-й автобус, їх відігнали, і в той момент Бєлоліпецький помітив, що один з дружинників намагався встати і відповзти. Хто його бив, свідок не бачив, але бачив, що поряд стояв Рискулбеков. Рискулбеков заявив, що на першій очній ставці Бєлоліпецький не впізнав його, але тоді слідчий наказав усім повернутися спиною. У Рискулбекова на підборах взуття була бірка з прізвищем, і, коли він знову повернувся, Бєлоліпецький одразу показав на нього.
4 червня. Свідок Осипова показала, що знала потерпілого Алмабекова, вона не бачила, як його били, але він прийшов у ресторан весь в крові, і вона викликала швидку допомогу. Алмабеков підтвердив, що все було саме так.
5 червня. Свідок Петро Мілованов повідомив, що чергував на площі (перетин вулиць Фурманова і Сатпаєва), коли надійшов наказ запам'ятовувати бунтівників. За його словами, в січні і лютому він на фото впізнав тільки Рискулбекова. При цьому коли свідок показував на фотографії, він вказував на Кузембаєва, а серед обвинувачених він вказав на Рискулбекова. Мілованов також плутався в даті чергування та інших свідченнях. Свідок Надія Валяєва, працівниця радіо, повідомила, що з вікон студії бачила, як б'ють палицями людину. Найбільше їй кинулися в очі п'ятеро, вона запам'ятала двох, у тому числі Рискулбекова.
11 червня суд приступив до дебатів, а 15 червня Кайрат Рискулбеков виголосив своє останнє слово:
|  | Я виню себе в тому, що опинився під впливом організаторів заворушень... Я думав, що там буде мирний мітинг, не очікував зіткнень. Громадяни судді і народні засідателі, вірте моїй чесності, я не маю ні найменшого відношення до смерті дружинника Савицького. Оригінальний текст (рос.) Я виню себя в том, что оказался под влиянием организаторов беспорядков… Я думал, что там будет мирный митинг, не ожидал столкновений. Граждане судьи и народные заседатели, верьте моей честности, я не имею ни малейшего отношения к смерти дружинника Савицкого. |

Кайрат не визнав за собою вини. В останньому слові на суді він наголосив, що справжньому чоловікові не варто стояти осторонь, коли б'ють дівчат. В останньому слові він також читав свої вірші, закликав суд і прокурора бути справедливими, просив врахувати його молодість, просив вибачення у рідних і близьких, попрощався з ними.
16 червня 1987 року судова колегія у кримінальних справах Верховного Суду Казахської РСР під головуванням члена Верховного Суду Є. Л. Грабарника, розглянувши справу у відкритому засіданні, засудила Кайрата Рискулбекова до виняткової міри покарання — розстрілу. Згідно з вироком, за активної участі Кайрата Рискулбекова були начебто спалені 9 машин, пошкоджено ще 152, поранені 326 міліціонерів і 196 військовослужбовців; він завдав збитків державі на суму 302 644 рублів.
Згідно із заявою Кайрата прокурору республіки від 8 серпня 1987 року, в один з днів слідства, коли він перебував у камері № 7 слідчого ізолятора республіканського КДБ, начальник слідчого відділу прокуратури республіки Олексій Дубаєв запустив до Рискулбекова в камеру свого інформатора Павла Весельєва.
У прощальному листі, клопотаннях про помилування до Верховної Ради СРСР, а також у скарзі на ім'я прокурора республіки Кайрат повністю заперечував свою причетність до убивства Савицького, скаржився на незаконні методи ведення слідства, кривосвідчення, необ'єктивність. В останньому листі рідним, Кайрат писав:
|  | Так, не стану приховувати, 18 грудня 1986 роки я ходив на площу. До того мене спонукало: по-перше, бажання побачити на власні очі, що ж там таке відбувається. По-друге, рішучість виконати обов'язок громадянина і чоловіка-захисника, якщо підтвердяться розмови про те, що солдати і міліціонери жорстоко б'ють молоденьких казахських дівчат. …Проте, Бог тому свідок, я нікого не вбивав. Здійснити таке вище моїх сил, можливостей. Ніколи і ні за яких обставин я не зміг би піти на це. Так, була справа, вдарив кілька разів одного міліціонера за те, що він тягав за волосся і бив бузувірськи якусь дівчину. Але ця людина до цього дня жива, нічого такого з нею не сталося. На тому вичерпуються всі мої злочини… Оригінальний текст (рос.) Да, не стану скрывать, 18 декабря 1986 года я ходил на площадь. К тому меня побудило: во-первых, желание увидеть собственными глазами, что же там такое происходит. Во-вторых, решимость выполнить долг гражданина и мужчины-защитника, если подтвердятся разговоры о том, что солдаты и милиционеры безжалостно избивают молоденьких казахских девушек. …Однако, Бог тому свидетель, я никого не убивал. Совершить такое выше моих сил, возможностей. Никогда и ни при каких обстоятельствах я не смог бы пойти на это. Да, было дело, ударил несколько раз одного милиционера за то, что он таскал за волосы и избивал изуверски какую-то девушку. Но этот человек по сей день жив, ничего такого с ним не случилось. На том исчерпывается всё моё преступление… |

23 квітня 1988 року постановою Президії Верховної Ради СРСР смертна кара була замінена позбавленням волі на 20 років. У листі рідним, який, згідно з висновком юристів з комісії Мухтара Шаханова, був написаний в стані афекту, Кайрат писав:
|  | …Як ви і самі чули, розстріл замінили мені двадцятьма роками. Такий поворот долі когось, можливо, обрадував б або втішив. Але особисто мені це повідомлення радості не принесло. Дорога мама, ти не можеш не зрозуміти мене! Мені нестерпно важко від думки, що маю сидіти і сидіти в цій темниці без провини. Одинадцять місяців фатального миті виснажили мене до межі. У мене не залишилося ніяких сил. І я не хочу ні за що терпіти двадцять років мук… Оригінальний текст (рос.) …Как вы и сами слышали, расстрел заменили мне двадцатью годами. Такой поворот судьбы кого-то, быть может, обрадовал бы или утешил. Но лично мне это сообщение радости не принесло. Дорогая мама, ты не можешь не понять меня! Мне невыносимо тяжело от мысли, что должен сидеть и сидеть в этой темнице без вины. Одиннадцать месяцев рокового мгновения истощили меня до предела. У меня не осталось никаких сил. И я не хочу ни за что терпеть двадцать лет мучений… |

### Смерть
Кайрата мали відправити етапом через Караганду до Свердловська, однак із невідомих причин маршрут змінили і він потрапив до іншої в'язниці. 21 травня 1988 року на шляху слідування до місця відбування покарання в місті Івдель він загинув за загадкових обставин у камері № 21 семипалатинської в'язниці. Згідно з офіційною версією слідства, Рискулбеков повісився на майці співкамерника. За день до смерті до нього в камеру помістили шість разів засудженого рецидивіста Леоніда Кімовича Власенка, 1953 року народження, на чиїй майці, за офіційною версією, і повісився Кайрат Рискулбеков.
У висновку експертів не були надані вичерпні відповіді на питання, коли настала смерть Рискулбекова, скільки він перебував у зашморгу, який був характер странгуляційної борозни і яким предметом її зробили. Залишилося незрозумілим, для чого Рискулбекову була потрібна майка, яку йому нібито дав Власенко і на якій він був потім повішений, якщо в самого Рискулбекова в сумці, що була в камері, лежало дві майки.
У серпні 1992 року в редакцію семипалатинської обласної газети «Іртиш» надійшов лист від сусіда Кайрата по камері Л. К. Власенка, в якому він зізнався в убивстві Кайрата Рискулбекова (орфографія і пунктуація збережені):
|  | Наразі я перебуваю у в'язниці, нещодавно прочитав німецьке видання автора Еміля Кремера «Відкриті очі» і повіривши в Бога і правду, у мене з'явилася потреба в необхідній правдивій публікації про природну смерть Кайрата Рискулбекова винуватцем якої є я. Я перебуваючи в одній камері з Кайратом Рискулбековим в Семипалатинській в'язниці, повішав його за завданням органів внутрішніх справ. У подробицях я хочу розповісти кореспонденту вашої газети «Іртиш», щоб очиститися від мерзоти, яку я скоїв. Наразі я перебуваю у Семипалатинській в'язниці, оскільки адміністрація в'язниці не бажає цього розголосу у пресі за свої темні (сатанинські) справи, де замішані системи МВС, до якої вона відноситься. Оригінальний текст (рос.) В данное время я нахожусь в тюрьме, недавно прочитал немецкое издание автора Эмиля Кремера «Открытые глаза» и поверив в Бога и правду, у меня появилась нужда в необходимой правдивой публикации о естественной смерти Кайрата Рыскулбекова виновником которого являюсь я. Я находясь в одной камере с Кайратом Рыскулбековым в Семипалатинской тюрьме, повешал его по заданию органов внутренних дел. В подробностях я хочу рассказать корреспонденту вашей газеты «Иртыш», чтобы очиститься от мерзости, которую я совершил. В данное время я нахожусь в Семипалатинской тюрьме, так как администрация тюрьмы не желает этой огласки в печати за свои тёмные (сатанические) дела, где замешаны системы МВД, к которой она относится. |

Смерть Кайрата Рискулбекова мала широкий резонанс в суспільстві. Юрист Латвійської ліги з прав людини В. Богданов, який прибув до Алма-Ати за спеціальним запрошенням і особисто ознайомився з ділом Рискулбекова, писав у довідці, переданій комісії М. Шаханова:
|  | Справа К. Рискулбекова є стрижневою в сумі кримінальних справ, порушених щодо подій 1986 року. Тому їй приділялася особлива увага… А ось про те, для чого і кому потрібна була смерть К. Рискулбекова, говорити не тільки можна, а й треба. Те, що смерть К. Рискулбекова — це соціальне замовлення, факт практично незаперечний. Його смерть була потрібна тим, хто давав добро на штучне створення кримінальних справ стосовно ні в чому не винних людей. Вони були спокійні, коли вважали, що рано чи пізно вирок буде приведений у виконання і розстріл К. Рискулбекова дозволить їм «поховати» його справу разом з ним. Але сталося непередбачене, Рискулбеков був виправданий і для них виникла реальна загроза викриття і відплати. Ось тоді-то до них прийшла єзуїтська думка: розправитися з Рискулбековим і таким чином сховати «кінці у воду». Як би там не було, ця версія має більше прав на існування, ніж офіційна, яка намагається переконати нас в тому, що Рискулбеков покінчив самогубством… Оригінальний текст (рос.) Дело К. Рыскулбекова является стержневым в сумме уголовных дел, возбуждённых по событиям 1986 года. Поэтому ему уделялось особое внимание… А вот о том, для чего и кому нужна была смерть К. Рыскулбекова, говорить не только можно, но и нужно. То, что смерть К. Рыскулбекова — это социальный заказ, факт практически бесспорный. Его смерть была нужна тем, кто давал добро на искусственное создание уголовных дел в отношении ни в чём не повинных людей. Они были спокойны, когда считали, что рано или поздно приговор будет приведён в исполнение и расстрел К. Рыскулбекова позволит им «похоронить» его дело вместе с ним. Но случилось непредвиденное, Рыскулбеков был оправдан и для них возникла реальная угроза разоблачения и возмездия. Вот тогда-то к ним пришла иезуитская мысль: расправиться с Рыскулбековым и таким образом спрятать «концы в воду». Как бы то ни было, эта версия имеет больше прав на существование, чем официальная, пытающаяся убедить нас в том, что Рыскулбеков покончил самоубийством… |

Кайрата поховали в Семипалатинську, його батькам не дозволили забрати тіло на батьківщину.

## Реабілітація

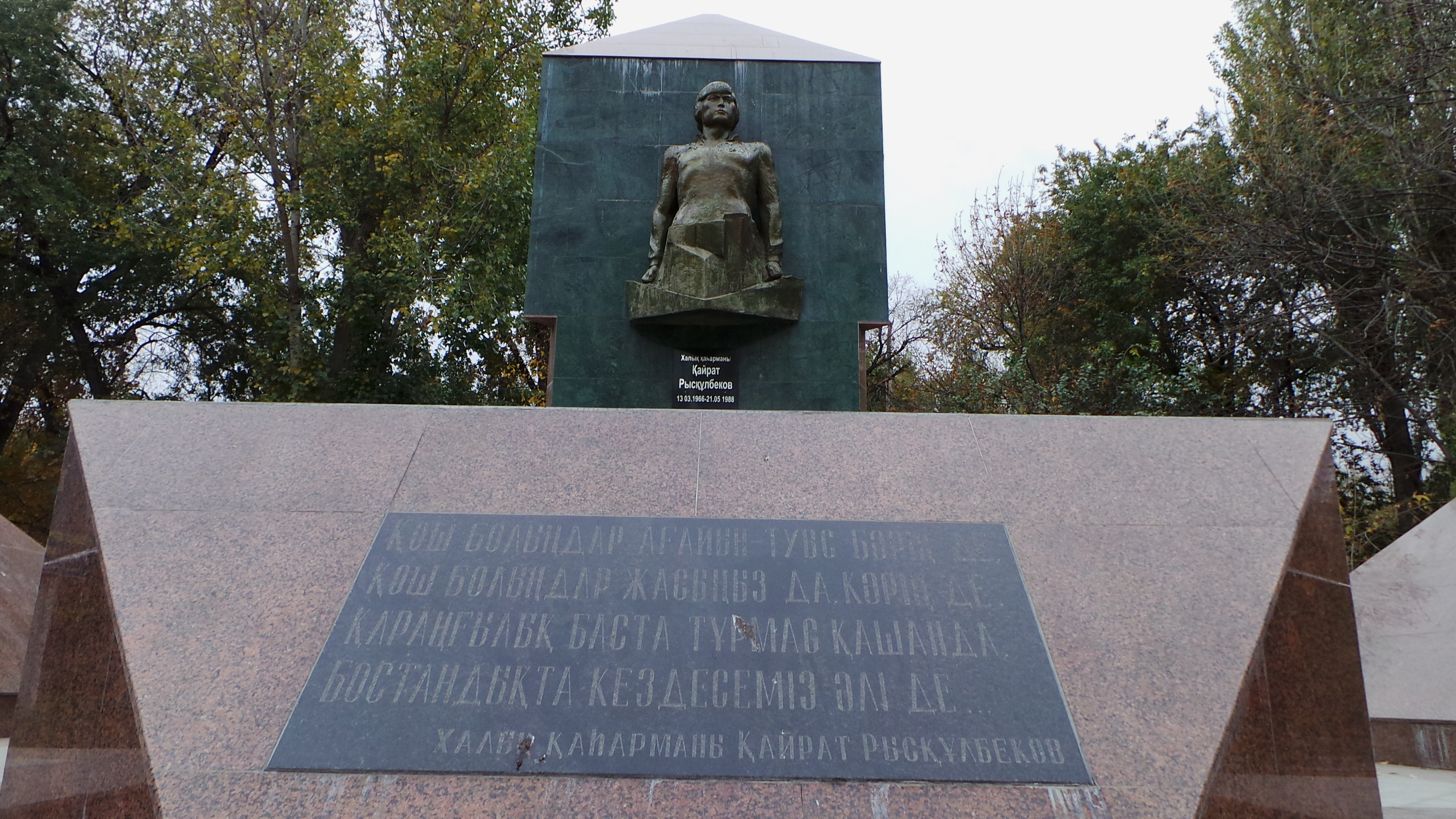
Пам'ятник Рискулбекову в Таразі

Після виступів та вимог народного депутата Верховної Ради СРСР Мухтара Шаханова на з'їзді народних депутатів СРСР і сесіях Верховної Ради СРСР, Президія Верховної Ради Казахської РСР організувала Комісію з остаточної оцінки грудневих подій 1986 року в Алма-Аті та інших областях Казахстану. До роботи комісії були залучені понад 200 фахівців-експертів різних спеціальностей — юристи, медики, соціологи, політологи, філософи, демографи, економісти, практичні працівники прокуратури, юстиції, МВС, колишні працівники КДБ, представники творчої інтелігенції та громадських організацій — комсомолу, профспілок, а також Рад народних депутатів. В ролі членів та експертів комісії були залучені також представники громадських правозахисних організацій — Латвійської ліги прав людини, Казахстанського громадського комітету з прав людини, громадського комітету з проблем Аралу, Балхаша і екології Казахстану, антиядерного руху «Невада — Семипалатинськ» та інших. Чотири незалежних експерта вивчили кримінальну справу Рискулбекова і дійшли висновку про неправомірність вироку. Цю думку поділяв також керівник бригади Прокуратури СРСР В. Гаєв. Комісія з'ясувала, що було порушено також кримінальну справу за обвинуваченням групи студентів енергетичного технікуму, які використовували сигнальні ракети та інші спецзасоби, що потрапили їм до рук на площі, однак цю кримінальну справу було припинено прокуратурою через те, що звинувачувані студенти дали потрібні слідчим свідчення у справі Рискулбекова. Під сумнів був поставлений також факт самогубства Рискулбекова.
21 лютого 1992 року Кайрат Рискулбеков був повністю реабілітований. 9 грудня 1996 року указом президента Казахстану — посмертно удостоєний звання «Народний Герой» і нагороджений орденом «Отан».

## Вшанування пам'яті
У 1991 році була видана збірка віршів і щоденникових записів Кайрата Рискулбекова «Гілки дуба».
У 1996 році режисер Калдибай Абенов зняв художній фільм «Аллажа», присвячений грудневим подіям 1986 року в Алма-Аті. Фільм оповідає про учасника перших в СРСР масових націоналістичних заворушень на ім'я Азат, який потрапив у в'язницю, пройшов через знущання слідчих і наглядачів. Прототип Азата — Кайрат Рискулбеков.
На батьківщині Кайрата, в Таразі, при вході в парк імені Кайрата Рискулбекова 17 грудня 1996 року встановлений пам'ятник.
У грудні 2002 року в Семеї був відкритий пам'ятник Кайрату Рискулбекову роботи скульптора Муратбека Жанболатова, що символізує Кайрата, який рветься з ув'язнення. На відкриття пам'ятника приїжджала мати Кайрата — Даметкен Рискулбекова. У той же день на його могилі було встановлено новий надгробок. У Семеї ім'ям Кайрата Рискулбекова названа середня школа № 33, в якій діє присвячений йому музей і дитяча організація «Жас Кайрат» (Молодий Кайрат).
В Алмати ім'ям Кайрата Рискулбекова названа вулиця, на якій розташована Казахська головна архітектурно-будівельна академія (колишній Алма-Атинський архітектурно-будівельний інститут, в якому навчався Кайрат Рискулбеков).